# Phenix (Wirginia)
Phenix – miasto w Stanach Zjednoczonych, w stanie Wirginia, w hrabstwie Charlotte.